# Laia Marull
Laia Marull, née à Barcelone le 4 janvier 1973, est une actrice espagnole d'origine catalane.

## Biographie
Laia Marull étudie l'interprétation à l'école de théâtre de Nancy Tuñon à Barcelone. Elle commence sa carrière d’actrice en 1994 dans la série de télévision catalane Estació d'enllaç, qui la fait connaître en Catalogne.
En 2015, elle accepte le rôle de Juana Ire, dite Juana la Loca, dans la série espagnole Carlos Rey Emperador qui retrace le parcours de Charles Quint. À ce titre, elle accorde une interview en français au site La Montée ibérique.
En 2017, elle est nommée au 57e Festival de télévision de Monte-Carlo pour son rôle dans le TV-movie La Xirgu.

## Prix
- Goya du meilleur espoir féminin
2001 - Fugitivas
- Coquille d'argent de la meilleure actrice au 51e Festival de Saint-Sébastien
2003 - Ne dis rien
- Goya de la meilleure actrice
2004 - Ne dis rien
- Goya du meilleur second rôle féminin
2010 - Pain noir

## Filmographie
- 1994 : A deshoras (court métrage), de Miguel Ángel Baixauli
- 1994 : El viaje (court métrage), d'Andreu Zurriaga
- 1994 - 1999 : Estació d'enllaç (série)
- 1996 : Assumpte intern, de Carles Balagué
- 1996 : Razones sentimentales, d'Antonio A. Farré
- 1996 - 1997 : Nova ficció (série), de Jesús Mora
- 1997 : Primera jugada (TV), de Lluís Maria Güell
- 1998 : Mensaka, páginas de una historia, de Salvador García Ruiz
- 1998 : Me gusta verlos mirarse (court métrage), de Juantxo Grafulla
- 1999 : La sombra de Caín, de Paco Lucio
- 1999 : Lisboa d'Antonio Hernández
- 1999 : Pirata (TV), de Lluís Maria Güell
- 2000 : El viaje de Arián, d'Eduard Bosch
- 2000 : Fugitivas, de Miguel Hermoso
- 2000 : Café Olé de Richard Roy
- 2000 : Pleure pas Germaine, d'Alain de Halleux
- 2003 : Les veus del vespre, de Salvador García Ruiz
- 2003 : Ne dis rien (Te doy mis ojos), d'Icíar Bollaín
- 2005 : Oculto, d'Antonio Hernández
- 2007 : El Greco, les ténèbres contre la lumière, de Yannis Smaragdis
- 2008 : Pretextos, de Sílvia Munt
- 2009 : 9 (curtmetratge), de Candela Peña
- 2010 : Pa negre, d'Agustí Villaronga
- 2010 : Le territoire des ombres: le secret des Valdemar, de José Luis Alemán
- 2010 : Le territoire des ombres: le monde interdit, de José Luis Alemán
- 2010 : Ermessenda (série), de Lluís Maria Güell
- 2015 : Carlos Rey Emperador (série)[1]
- 2015 : La Xirgu[3]
- 2016 : La Madre[4]